# Cigarrhaj
Cigarrhajen (Isistius brasiliensis) (kan också kallas för Kakskärarhaj) är en liten, omkring en halv meter lång, gulbrun haj. Den håller vanligen till på djupt vatten, ner till så mycket som mellan 1 000 och 3 300 meter, och syns därför sällan till. 

## Föda

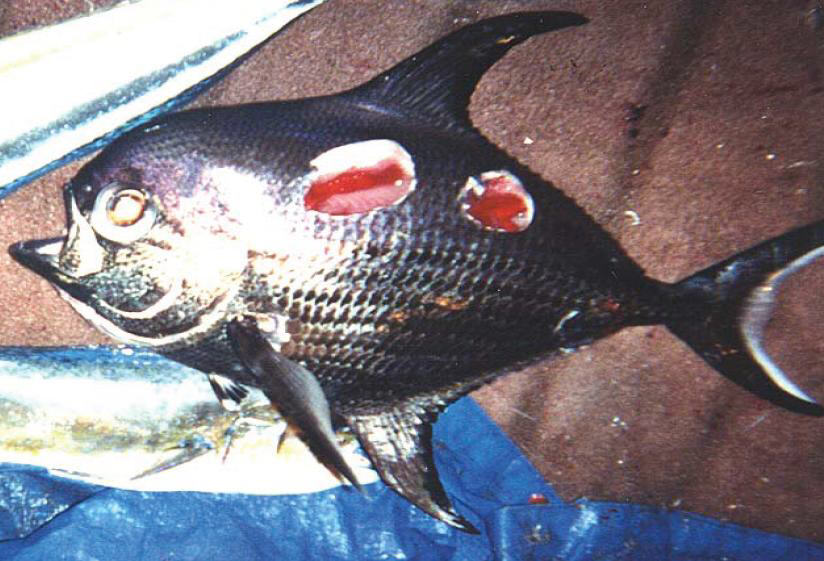
Havsbraxen med typisk bett från cigarrhajen.

Födan består av hela fiskar, räkor och ibland små köttstycken som slits loss från exempelvis valar och större fiskar. Cigarrhajen har en rund käke och biter loss en karakteristisk "plugg".

## Bioluminiscens

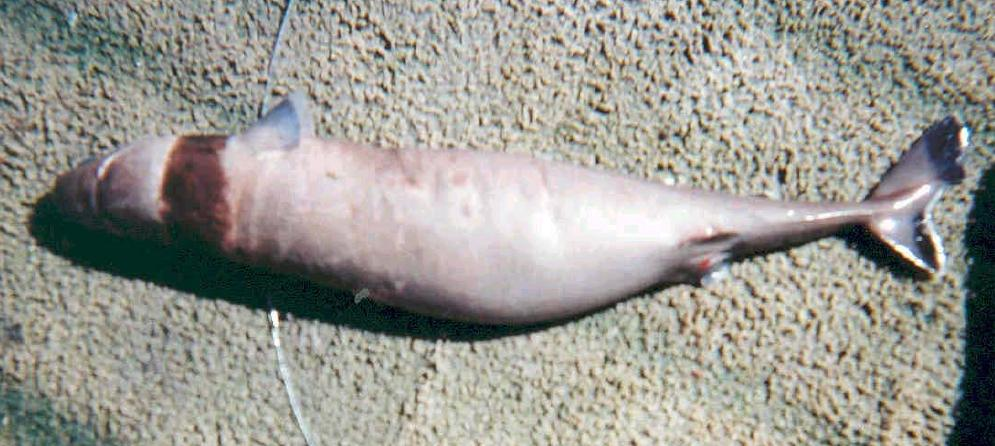
Cigarrhajens mörka halsband tros fungera som lockbete.

Cigarrhajens gröna bioluminiscens är den starkaste kända bland hajarna och har rapporterats att fortsätta i tre timmar efter att fisken tagits upp ur vattnet. Fotoforerna på buksidan upphäver hajens silhuett mot den ljusare ytan när den ses underifrån, en strategi som kallas motbelysning och som är vanligt förekommande hos bioluminiscenta organismer i den mesopelagiska zonen.
I kontrast mot den lysande undersidan står den mörka halskragen som smalnar av mot båda sidor av halsen och som har antagits fungera som lockbete (skuggan av en mindre fisk). I ett stim cigarrhajar kommer halskragarna att se ut som ett stim "småfiskar". Om halskragen fungerar på detta sätt är cigarrhajarna de enda kända fallen av bioluminiscens där frånvaron av ljus tjänar som lockbete, medan bioluminiscensen som sådan försvårar upptäckten. Eftersom ljusstyrkan som hajen kan åstadkomma ligger inom ett begränsat område använder den sig troligen av vertikala förflyttningar för att kompensera för variationer i den nedströmmande ljuset beroende på tid på dygnet och det rådande vädret.